# 1699 год в науке
В 1699 году произошли различные научные и технологические события, некоторые из которых представлены ниже. 

## События
- 20 января — утверждены статус и уставы Королевской академии наук Франции (основанной в 1666 году).
- 26 июля — экспедиция английского мореплавателя и капера Уильяма Дампира достигла залива Шарк в Западной Австралии и начала первые в истории подробные исследования флоры и фауны Австралийского континента[1].
- Абрахам Шарп подсчитал 72 знака числа {\displaystyle \pi } (все они, кроме последнего, верны). Для подсчёта он использовал разложение в ряд арктангенса.
- 30 декабря (по юлианскому календарю) — по указу Петра I начало года в России перенесено с 1 сентября на 1 января. Только в этом году новогодние праздники в России отмечались дважды. Одновременно Россия перешла с летосчисления от «сотворения мира» (7208 год) на летосчисление от Рождества Христова (1700 год).

## Родились
См. также: Категория:Родившиеся в 1699 году
- 23 марта — Джон Бартрам, «отец американской ботаники» (умер в 1777 году).
- 17 августа — Бернар де Жюссьё, французский ботаник (умер в 1777 году).
- 17 августа — Шарль Этьенн Луи Камю, французский математик (умер в 1768 году).
- 12 сентября — Джон Мартин, английский ботаник, основатель Лондонского ботанического общества (умер в 1768 году).

## Скончались
См. также: Категория:Умершие в 1699 году
- 22 марта — Эрхард Вайгель, немецкий математик и популяризатор науки (род. в 1625 году).